# Lake Vyrnwy
Lake Vyrnwy (velšsky Llyn Efyrnwy) je přehradní nádrž v severním Walesu ležící na řece Vyrnwy, jež je přítokem Severnu. Slouží jako zdroj vody pro anglické město Liverpool. Jejím architektem byl George Deacon, který na díle začal pracovat roku 1879. Samotná stavba byla zahájena roku 1881 a dokončena v roce 1888. Šlo o první velkou kamennou přehradu v celém Spojeném království. Výstavba přehrady stála 620 000 liber (v přepočtu na rok 2015 je to 60 000 000 liber). Je 44 metrů vysoká, 357 metrů dlouhá a na jejím vrcholu vede silniční komunikace.